# Элефтериу, Элефтерия
Элефтерия «Эль» Элефтериу (греч. Ελευθερία Ελευθερίου, род. 12 мая 1989 в Паралимни, Кипр) — греко-киприотская певица, представительница Греции на конкурсе песни «Евровидение-2012».

## Биография
Родилась в городе Паралимни на востоке Кипра. С детства увлекалась музыкой, танцами и спортом. С пятнадцати лет брала уроки вокала. В шестнадцать лет предприняла попытку участия на национальном киприотском отборе «Евровидения-2006» с песней «Play That Melody to Me», однако заняла только седьмое место.
В 2008 году собиралась принять участие на греческой версии телешоу The X Factor, однако в последний момент отказалась от участия в финале. В 2009 она снова попробовала свои силы в этом телеконкурсе, заняв пятое место. В 2011 году певице удалось подписать контракт со звукозаписывающей компанией Universal Music Greece, а также выступить с рядом известных греческих поп-музыкантов, в том числе и с Сакисом Рувасом.
В 2012 году была выбрана, чтобы представить Грецию на Евровидении с песней «Aphrodisiac», которая была исполнена в первом полуфинале конкурса. По итогам зрительского голосования исполнительница прошла в финал. На конкурсе «Евровидение 2012» заняла 17-е место из 26 участников, набрав 64 балла.